# Lucky (série télévisée)
Pour les articles homonymes, voir Lucky.
Lucky est une série télévisée américaine en treize épisodes de 25 minutes, créée par Robb Cullen, Mark Cullen et Joe Russo et diffusée entre le 8 avril et le 1er juillet 2003 sur FX.
En France, la série a été diffusée à partir du 27 avril 2005 sur Paris Première.

## Synopsis
Ancien champion de poker, Michael « Lucky » Linkletter joue de malchance et perd un million de dollars. Alors qu'il croule sous les dettes, il trouve un jeton de cent dollars et tente sa chance…

## Distribution
- John Corbett : Michael « Lucky » Linkletter
- Billy Gardell : Vinny Sticarelli
- Craig Robinson : Mutha Legendre
- Ever Carradine : Theresa McWatt
- Dan Hedaya : Joey Leggs

## Épisodes
1. Titre français inconnu (Pilot)
2. Titre français inconnu (Calling Dr. Con)
3. Titre français inconnu (Up the Steaks)
4. Titre français inconnu (Come Lie With Me)
5. Titre français inconnu (The Tell)
6. Titre français inconnu (Something for Everyone)
7. Titre français inconnu (Savant)
8. Titre français inconnu (The Method)
9. Titre français inconnu (Lie, Cheat, and Deal)
10. Titre français inconnu (Leaving Las Vegas)
11. Titre français inconnu (The Dating Game)
12. Titre français inconnu (Money on Your Back)
13. Titre français inconnu (It's in the Stars)